# Borderlands (jeu vidéo)
Pour les articles homonymes, voir Borderland.
Borderlands est un jeu vidéo mélangeant RPG et tir à la première personne développé par Gearbox Software pour l'éditeur américain 2K Games. Il est sorti sur PlayStation 3, Xbox 360, Windows, Mac et Linux en octobre 2009.
Il possède quatre contenus additionnels téléchargeables : The Zombie Island Of Dr. Ned, Émeute dans l'Underdome de Mad Moxxi, L'Armurerie secrète du Général Knoxx et Nouvelle Révolution.

## Trame

### Univers
Le jeu se déroule sur une planète fictive appelée Pandore (Pandora en version originale). Autrefois exploitée par de grandes compagnies pour ses technologies alien cachées et ses ressources minières, la planète fut laissée à l'abandon par ces compagnies, et est désormais en proie aux bandits et à la faune dangereuse. Selon une légende, une « Arche » serait située sur Pandore, renfermant tous les trésors de l'univers. Cette légende attire sur Pandore de nombreux « chasseurs de l'Arche », prêts à tout pour la trouver et l'ouvrir. Le jeu permet au joueur d'incarner quatre d'entre eux dans leur quête pour trouver l'Arche, qui seront à la fois aidés par les autochtones, et pourtant menacés par la nature hostile de la planète.

### Scénario
À l'arrivée des héros dans le village de Fyrestone, un « ange gardien » les contacte, leur parlant de la réelle existence de l'Arche. Cette entité conseille aux chasseurs de gagner la confiance des autochtones en remplissant des missions pour eux, afin qu'ils puissent les guider vers l'Arche et son ouverture. Les héros doivent donc à la fois rendre service aux autochtones, mais doivent aussi tuer des bandits faisant régner la terreur sur Pandore. L'entité les amène après quelque temps à tuer un bandit appelé Sledge, qui possède le premier fragment de la clé nécessaire pour l'ouverture de l'Arche.
Leur périple les amènera à rencontrer une chercheuse nommée Patricia Tannis. Cette dernière les informe que l'Arche existe vraiment et qu'elle connaît le moyen de l'ouvrir, sachant que l'Arche ne peut être ouverte que tous les deux cents ans. Dans le même temps, le commandant Steele, femme chef de la Lance Écarlate, les forces armées de la société Atlas, les contacte et revendique au nom de la société les droits de possession des fragments de clés. N'obéissant pas à ces contre-indications, les héros, aidés de Tannis, se mettent à la recherche des fragments restants, le premier ayant déjà été récupéré par les chasseurs grâce à l'ange. La deuxième partie se trouve en possession d'un autre bandit appelé Krom. Après plusieurs missions, les quatre héros l'éliminent et se trouvent en possession de deux parties de la clé. La troisième partie de la clé est passée de bandit en bandit, mais les chasseurs parviennent à la récupérer après un long combat face à une gigantesque créature, le Rakk Hive.
L'ultime partie de la clé serait en possession du Baron Flynt, que le quatuor parvient à éliminer. Cependant, ils sont contactés par le commandant Steele, qui leur indique que Tannis travaillait en réalité pour le compte de la Lance Ecarlate, et que la clé n'était en réalité constituée que de trois fragments, Tannis ayant fait croire aux héros l'existence d'une quatrième partie pour laisser à Steele le temps de rassembler les trois premières. Par la même occasion, Steele coupe le système de communication planétaire, et emprisonne Tannis. Les quatre héros, privés de communication avec l'ange, retrouvent Tannis, qui leur avoue que Steele l'obligeait à travailler pour elle. Elle leur demande de rétablir le système de communication et d'arrêter Steele. Ces derniers parviennent cependant à libérer Tannis, et à rétablir le système de communication.
Les héros parviennent à rétablir le système de communication et l'ange les recontacte pour leur dire d'atteindre l'Arche le plus rapidement possible. Sur leur chemin, ils voient les forces de la Lance Écarlate en plein combat avec des extraterrestres chargés de garder l'Arche pour empêcher son ouverture. Mais une fois arrivés devant l'Arche, il est déjà trop tard : Steele est sur place et ouvre l'Arche avec la clé. Mais elle est immédiatement tuée par une créature appelée le Destructeur, qui tente de sortir de l'Arche. L'entité explique donc aux héros que l'Arche est en réalité une prison visant à renfermer cette créature, car si cette dernière venait à être libérée, elle pourrait détruire l'univers. Les quatre héros parviennent cependant à vaincre la créature, avant d'être remerciés par l'Ange.
On apprend ensuite que cet Ange n'était en fait qu'une projection holographique envoyée depuis un satellite d'Hypérion, en orbite autour de Pandora. La société d'Hypérion, concurrente d'Atlas, avait eu pour idée d'envoyer cet Ange pour guider les chasseurs de l'Arche afin qu'ils effectuent le « sale boulot » de trouver et d'ouvrir l'Arche. Ils n'avaient ensuite plus qu'à envahir la planète pour rafler tous les trésors de l'Arche. Mais celle-ci ne renfermant finalement aucune richesse, ils ne purent mener leurs projets à bien et décidèrent de changer de but en tuant le Destructeur (par l'intermédiaire des chasseurs de l'Arche) et ainsi empêcher la destruction de l'Univers et des autres arches. À la fin du jeu, on voit le satellite d'Hypérion envoyer un signal au Claptrap de Fyrestone, le transformant en « Ninja Assassin Interplanétaire ».
L'histoire continue dans les quatre contenus téléchargeables, puis dans Borderlands 2.

## Système de jeu

### Généralités
Borderlands est un mélange de jeu de tir à la première personne et de hack'n'slash avec une ambiance d'inspiration far-west post-apocalyptique, qui rappelle Mad Max.
Comme dans tous les jeux proposant une certaine liberté d'action (The Elder Scrolls IV: Oblivion, Fallout 3…), outre l'intrigue principale, de nombreuses missions annexes sont disponibles, ce qui donne au jeu une assez bonne durée de vie sans compter ses extensions.
Quand le personnage d’un joueur est gravement blessé (barre de vie nulle), il tombe au sol et dispose de quelques secondes pour abattre un ennemi et gagner un « second souffle » ou être relevé par un autre joueur (en multijoueur). Il est également possible de « mourir rapidement » et réapparaitre au dernier point de sauvegarde rencontré. L'écran s'assombrit au fur et à mesure que la mort s'empare du personnage.
Les points de réapparition sont des pylônes que l'on trouve un peu partout dans les zones de Borderlands. Lorsque le joueur s'en approche, le jeu est sauvegardé et s'il meurt ou quitte le jeu, il réapparaît à ce point. Dans l'univers du jeu, c'est par le clonage du personnage qu'il peut ainsi revivre après avoir été tué.

### Les personnages
Les quatre personnages jouables ainsi que les personnages importants du jeu sont présentés par de courtes mises en scène.
Les arbres de compétences des quatre personnages jouables donnent à chaque classe des caractéristiques uniques, différentes des autres classes (un point de compétence est disponible à chaque niveau). Chaque classe dispose également d’un pouvoir spécial débloqué dès le niveau cinq.
- Roland le « Soldat » : très défensif avec beaucoup de compétences de soin et de protection, il est spécialisé de courte à moyenne portée avec comme armes préférées: le fusil à pompe ou le fusil de combat ; sa compétence spéciale est de pouvoir déployer pendant plusieurs secondes une tourelle « Scorpio » qui protège les alliés alentour et tire sur les ennemis.
- Brick le « Furieux » : offensif avec beaucoup de compétences pour des dégâts massifs, il est spécialisé en corps à corps avec comme armes préférées : le lance-roquette et le corps à corps pur. Sa compétence spéciale est le mode « Berserker », qui le fait tomber dans une folie furieuse. En mode Berserker, il ne peut que frapper avec ses poings (droite et gauche, ce dernier causant des dommages plus important mais étant plus long à se lancer). En outre, sa santé se régénère rapidement.
- Mordecaï le « Chasseur » : précis, ayant beaucoup de compétences qui lui permettent de pouvoir faire des dégâts d'une très grande ampleur à longue distance si le coup est critique, il est spécialisé dans la moyenne à longue distance avec comme armes le fusil de précision, le pistolet ou encore le revolver. Sa compétence spéciale est de pouvoir libérer son animal de compagnie « Sanguine », un faucon qui lui permet d'atteindre les ennemis à couvert avec des dégâts redoutables.
- Lilith la « Sirène » : le seul personnage féminin jouable, ses compétences lui permettent de faire beaucoup de dommages avec des armes à dégâts élémentaires (incendiaire, électrique, corrosif et explosif) et à handicaper l'ennemi. Sa compétence spéciale est de pouvoir passer en « Hyperphase », ce qui la plonge dans une autre dimension la rendant invisible, invincible et très rapide, mais l'empêchant d'attaquer.

### L'équipement
Les récompenses d’équipements sont générées aléatoirement avec un système de rareté basé sur les couleurs standards allant du blanc au turquoise (du plus fréquent au plus rare : blanc, vert, bleu, violet, orange, nacré, turquoise), cette dernière étant la plus rare et uniquement disponible via le DLC: L'armurerie du Général Knoxx. Seule une trentaine d’armes est disponible de manière garantie à des endroits précis du scénario.

#### Les armes
Il existe huit types d'armes : Éridiennes (extra-terrestres), fusils d'assaut (Combat Rifles), pistolets (Pistols), revolvers (Revolvers), lance-roquettes (Rocket Launchers), fusils à pompe (Shotguns), fusils de précision (Sniper Rifles) et pistolets mitrailleurs (Sub-Machine Guns). Chaque arme est composée d'un ensemble de pièces (corps, poignée, chargeur, barillet, visée et accessoire) apportant à l’arme des statistiques et un nom généré différents. Les combinaisons possibles entre les différents éléments sont de 17,75 millions d'après GearBox. Chaque arme est ainsi unique de par ses statistiques, de même pour son rendu dans le jeu (en jouant sur les pièces et leur couleur). Les fabricants d'armes sont spécialisés : la firme S&S, par exemple, produit des armes moins performantes que celles des autres firmes, mais leurs armes ont des chargeurs à grande capacité, ou encore la compagnie Vladof, spécialisée dans les armes à forte cadence de tir.
Le joueur peut également lancer des grenades dotées de capacités particulières telles que des grenades qui se téléportent au pied de l'ennemi.
La capacité de munition des armes à feu ainsi que la capacité du stock de grenade sont améliorables via l’achat de Kit d'Optimisation de Stockage (KOS) au fur et à mesure de la progression.

#### Les boucliers
Outre les armes, le personnage peut s'équiper d'un bouclier. Celui-ci encaisse prioritairement les dégâts subis, mais ne peut supporter qu'une certaine quantité de dommages. Une fois le bouclier déchargé, c'est sur la santé du personnage que se répercutent les attaques et autres dommages. Après quelques secondes sans avoir subi de dommages, il se régénère plus ou moins rapidement, selon sa vitesse de rechargement. Le rechargement s'interrompt si des dégâts sont subis pendant ce temps.
Certains boucliers ont des résistances à certains types de dégâts élémentaux (corrosifs, incendiaires, électriques ou explosifs) ou peuvent libérer, une fois vides, une explosion associée à l'un de ces quatre même éléments qui blessera les ennemis proches. D'autres peuvent bénéficier d'une autre caractéristique telle qu'une grande capacité de bouclier, une régénération de la santé (plus ou moins lente), un rechargement rapide du bouclier ou encore un bonus de santé.

#### Les mods
Les mods sont des éléments d'amélioration du personnage. Il en existe deux sortes et le personnage ne peut en avoir qu'un seul d'actif à la fois pour chacun des deux emplacements :
- les modules d'amélioration de grenades : ils dotent les grenades du personnage de capacités telles que l'adhésivité aux cibles ou la fragmentation de la grenade en plusieurs grenades. Chaque module définit également les dégâts qu'infligent les grenades ;
- les modules d'amélioration de classe : ils font bénéficier au personnage des améliorations comme une meilleure maîtrise des fusils à pompe passant par un meilleur temps de recharge et une réduction du recul de ces armes ou encore l'ajout de points dans certaines compétences de l'arbre des compétences du personnage.

#### Les artefacts
Ils sont uniquement destinés à améliorer le pouvoir spécial de votre classe de personnage, en y ajoutant des dégâts corrosifs, explosifs, électriques ou incendiaires. Ils se distinguent selon 6 niveaux d'efficacité.

## Graphismes
Le jeu s'est distingué au début de l'année 2009, lorsque les développeurs ont annoncé une refonte des graphismes, assez classiques initialement, pour un moteur en cel-shading basé sur Unreal Engine.

## Contenus additionnels

### The Zombie Island ofDrNed
The Zombie Island of Dr Ned est le premier contenu additionnel téléchargeable pour Borderlands. Il est sorti fin novembre 2009. Cette extension ajoute au jeu une île infestée de zombies, qui constitue une histoire à part dans la trame principale du jeu.
La sortie de cet add-on a fait polémique sur Internet du fait qu'elle fut annoncée le 16 octobre 2009 alors que le jeu original n'était pas encore disponible.

### Émeute dans l'Underdome de Mad Moxxi
Émeute dans l'Underdome de Mad Moxxi (Mad Moxxi's Underdome Riot) est le deuxième contenu additionnel téléchargeable, sorti en décembre 2009. Cette extension rajoute un dôme de combat. Les combats se déroulent en plusieurs manches de cinq vagues de difficulté croissante, la dernière vague étant un boss que le joueur a déjà vaincu dans le jeu. À chaque manche, une roulette choisit un bonus positif ou négatif. Ces bonus font par exemple augmenter la résistance du bouclier des ennemis ou les dégâts avec les shotguns. Après un certain nombre de manches, ce n'est plus un mais deux (jusqu'à quatre lors des dernières manches) bonus qui sont choisis aléatoirement. Il y a plusieurs arènes qui comportent différents ennemis. Cette extension est assez difficile car si on meurt lors d'une manche, il faut recommencer depuis le début de la manche précédente.

### L'Armurerie secrète du Général Knoxx
L'Armurerie secrète du Général Knoxx (The Secret Armory of General Knoxx en anglais) est la troisième extension, sortie en février 2010.
Cette extension prolonge l'histoire du jeu, où l'on y rencontre les ennemis d'Atlas précédemment vaincus, revenus pour se venger de leur défaite lors de la quête de l'Arche. On y croise principalement les forces d'Atlas, qui tiennent de nombreux points de passage forcés le long des autoroutes, et des groupements de bandits, ainsi que des créatures adaptées aux combats depuis un véhicule. Une grande partie de cette extension se déroule en effet sur des sections d'autoroutes à bord de trois nouveaux véhicules. On y trouve également une nouvelle qualité d'objets, unique à cette extension et très rares, les objets turquoises, qui sont au nombre de un par fabricant (un nouveau fusil de sniper, un nouveau lance-roquette…).

### Nouvelle Révolution
Nouvelle Révolution (Claptrap's New Robot Revolution dans la version anglaise) est la quatrième extension, sortie en septembre 2010. Une révolution des claptraps (ou 'robolution') est dirigée par un claptrap qui souhaite se venger des humains qui maltraitent les robots. La plupart des bandits, les skags et les rakks ont été robotisés. Cette extension conclut l'histoire du jeu, où on trouve la dernière grande corporation présente sur Pandora.

## Accueil
Fin août 2009, Jesse Divnich l'analyste de l'Electronic Entertainment Design and Research (pt) déclare à GameSpot que « ... Borderlands pourrait très bien surprendre le marché et les consommateurs comme BioShock l'a fait en 2007. »". Alors que le jeu n'a pas bénéficié d'une grande campagne marketing[réf. nécessaire], 2K Games annonce que la barre des deux millions d'unités vendues a été atteinte le 18 décembre 2009, soit un mois et demi après sa sortie. C'est donc un succès inattendu pour un FPS qui a été discret durant son développement. Vers le début du mois de mars 2010, Gearbox annonce avoir vendu quatre millions de copies du jeu.

## Suites
Le 3 août 2011, 2K Games annonce et officialise Borderlands 2 sur PC, PS3 et Xbox 360, sorti le 21 septembre 2012 en Europe. Le jeu est développé par Gearbox Software.
À noter que Borderlands et Borderlands 2 sont tous les deux sortis en version GOTY (game of the year, « jeu de l'année ») : dans cette version, le jeu contient tous ses DLC.
|                                      | Plateforme                        | Date de sortie    | DLC |
| ------------------------------------ | --------------------------------- | ----------------- | --- |
| Borderlands 2                        | Xbox 360 PS3 PC PS Vita Mac Linux | 21 septembre 2012 | Captain Scarlett and her Pirate's Booty Psycho Pack Collector's Edition Pack Creature Slaughterdome Mechromancer Pack Mr. Torgue’s Campaign of Carnage Sir Hammerlock’s Big Game Hunt Tiny Tina's Assault on Dragon Keep Commandant Lilith et la bataille pour Sanctuary |
| Borderlands: The Pre-Sequel          | Xbox 360 PS3 PC Mac Linux         | 17 octobre 2014   | Lady Hammerlock The Baroness Pack The Holodome Onslaught Beau Jack Doppelganger Pack Clapastic Voyage & UVHUP2 |
| Borderlands: The Handsome Collection | Xbox One PS4 PC Mac Linux         | 27 mars 2015      | Inclut Borderlands 2 et Borderlands The Pre-Sequel avec tous leurs DLC ( sauf Commandant Lilith et la bataille pour Sanctuary) |
| Borderlands 3                        | Xbox One PS4 PC Mac               | 13 septembre 2019 | Season Pass Designer's Cut Director's Cut Bounty Of Blood Guns,Loves and Tentacles Moxxi's Heist Of The Handsome Jackpot Psycho Krieg |

## Version remasterisée
En mars 2019, Gearbox Software annonce la sortie de Borderlands Game of the Year Enhanced Edition, en même temps que celle de Borderlands 3. Il s'agit d'une version remasterisée du jeu, co-développée avec Blind Squirrel Games, qui contient certaines modifications des cartes et des mécaniques (comme les menus), et des ajouts et corrections d'armes.
Le jeu sort le 13 septembre 2019, pour les plateformes PlayStation 4, Xbox One, and Windows. Puis le 30 octobre 2019 sur Mac